# Grallaria saturata
El tororoí ecuatorial (Grallaria saturata) es una especie de ave paseriforme de la familia Grallariidae, perteneciente al numeroso género Grallaria. Es nativo de los Andes del noroeste de América del Sur. Por mucho tiempo fue tratado como una subespecie de Grallaria rufula o apenas como un sinónimo posterior de la misma, hasta que fue resucitado como especie separada en el año 2020.

## Distribución y hábitat
Se distribuye por la pendiente occidental de los Andes orientales de Colombia, en el macizo de Iguaque en Boyacá y en el extremo suroeste de Santander; en los Andes centrales desde el sur de Antioquia hasta Tolima y en Cauca; y a lo largo de los Andes desde Nariño y oeste de Putumayo, en Colombia, hacia el sur a través de Ecuador hasta Piura y Cajamarca, en Perú, al norte del río Marañón y al este del río Huancabamba; en altitudes entre 2550 y 3650 m.

## Sistemática

### Descripción original
La especie G. saturata fue descrita por primera vez por los ornitólogos polacos Janusz Domaniewski y Jean Stanislaus Stolzmann en 1918 bajo el nombre científico de subespecie Grallaria rufula saturata; la localidad tipo es: «San Rafael, Tungurahua, Ecuador».

### Etimología
El nombre genérico femenino «Grallaria» deriva del latín moderno «grallarius»: que camina sobre zancos; zancudo; y el nombre de la especie «saturata», proviene del latín «saturatus»: intensamente colorido, de color oscuro, saturado.

### Taxonomía
Los trabajos de Isler et al. (2020) estudiaron las diversas poblaciones del complejo Grallaria rufula, que se distribuye por las selvas húmedas montanas andinas desde el norte de Colombia y adyacente Venezuela hasta el centro de Bolivia. Sus plumajes son generalmente uniformes variando del leonado al canela, y cambian sutilmente en la tonalidad y la saturación a lo largo de su distribución. En contraste, se encontraron diferencias substanciales en las vocalizaciones entre poblaciones geográficamente aisladas o parapátricas. Utilizando una amplia filogenia molecular, y con base en las diferencias diagnósticas en la vocalización, y en el plumaje donde pertinente, los autores identificaron dieciséis poblaciones diferentes al nivel de especies, siendo tres ya existentes (G. rufula, G. blakei y G. rufocinerea), siete previamente designadas como subespecies (una de ellas, la presente especie, resucitada) y, notablemente, seis nuevas especies. A pesar de que G. saturata no era ni considerada como una subespecie válida, los autores encontraron diferencias significativas en las vocalizaciones en relación con todos los otros taxones del complejo, por lo que propusieron resucitarla como especie plena.